# Oosterhout Twins
Twins SC, voluit Twins Sporting Club, is een honkbal- en softbalclub uit Oosterhout, Noord-Brabant, Nederland.
Het eerste mannenhonkbalteam komt -na promotie- in het seizoen 2016 uit op het hoogste niveau in de Honkbal hoofdklasse, de klasse waarin het van 1994-1999 en 2003-2004 eerder ook speelde. Het eerste vrouwensoftbalteam speelt in 2016 -ook na promotie- ook op het hoogste niveau in de Softbal Golden League.
Momenteel telt de vereniging circa 300 leden die honk- en softbal spelen en behoort daarmee tot de grotere honkbal/softbalclubs in Nederland. De beide hoofdwedstrijdvelden voor honkbal en softbal zijn voorzien van wedstrijdverlichting en beschikken over elektronische scoreborden. De vereniging organiseert naast reguliere deelname aan de competitie ook diverse toernooien voor jeugd en volwassenen.

## Geschiedenis
De vereniging werd op 10 augustus 1969 opgericht als honkbalafdeling van de voetbalvereniging TSC en bestond toen uit vijfentwintig leden. In het eerste competitiejaar werd meegedaan aan de competitie met één mannen seniorenteam in het en één jeugdteam in het honkbal. De eerste jaren werd dan ook gespeeld op een terrein naast de voetbalvelden aan de Warande.
Zelfstandig
Door een gestage groei was in 1976 de vereniging zo groot geworden dat meer velden benodigd waren. De vereniging verhuisde naar het Sportpark Strijen waar drie velden, een voor honkbal, een voor softbal en een jeugdveld voor peanutbal en opgooibal ter beschikking waren. Er werd ook voor een eigen verenigingsstructuur gekozen onder de huidige naam Twins Sporting Club. De roepnaam werd Twins.
Fusie
In 1996 fuseerde de vereniging met Feniks uit Made. De laatste club had te weinig leden voor de aanwezige velden in Made terwijl de Twins te veel leden hadden voor hun velden zodat een fusie met spelen op beide locaties een logische stap was. Tot 2001 is er gespeeld in zowel Oosterhout als Made. Sindsdien speelt men enkel op de locatie in Oosterhout.

## Teams
Eerste mannenhonkbal
In 1993 werd onder leiding van coach Brian Farley het kampioenschap van de overgangsklasse behaald door het eerste team en volgde promotie naar de hoofdklasse. In 1999 degradeerde het team maar keerde drie jaar later voor twee jaar weer terug in de hoofdklasse. In het seizoen 2016 komt het team voor de derde keer weer uit in de hoofdklasse.
Eerste vrouwensoftbal
De vrouwensoftballers hebben langdurig op het hoogste niveau geacteerd. Zij promoveerden in 2015 weer naar het hoogste niveau, inmiddels de Golden League genaamd.

## Bekende (oud-)spelers
Amsterdam Pirates · Curaçao Neptunus · DSS/Kinheim · HCAW · Oosterhout Twins · Hoofddorp Pioniers · RCH-Pinguins · UVV
Holland Series